# Piper Halliwell
Piper Halliwell, spelad av Holly Marie Combs, är mellansyster och senare storasyster i den amerikanska TV-serien Förhäxad.

## Biografi

### Bakgrund
Piper och hennes två systrar växte upp ovetandes om att de egentligen är kraftfulla häxor vilket de får redan på när lillasyster Phoebe hittar en mystisk bok (Skuggornas bok) och väcker deras krafter. De får genast börja bekämpa olika former av ondska och rädda oskyldiga människor. Tidigt i serien så träffar hon Leo Wyatt (Brian Krause) tjejernas "whitelighter" (guide, skyddsängel) och Pipers on/off-pojkvän och senare make. Piper tar sin storasysters död väldigt hårt och anklagar sig själv och Leo för att han valde att rädda henne istället för Prue. När halvsystern Paige kommer in i familjen har Piper först svårt att acceptera henne men de får senare i serien ett väldigt starkt band. Genomgående i serien är Piper den av systrarna som har mest emot att vara häxa och strävar efter att få ha ett så normalt liv som möjligt.I säsong fem föds Pipers äldste son Wyatt och under graviditeten är hon oslagbar eftersom Wyatt är "den dubbelt välsignande" och den mäktigaste häxan någonsin. Piper och Leo får tillsammans tre barn: Wyatt, Chris och Melinda. 

### Livet som en Förhäxad
- Piper blev riven av en Wendigo (en varulvsliknande varelse) och förvandlades själv till en. Hon blev sig själv igen när Prue dödade den andra Wenidgon.
- Piper förvandlades till en grekisk gudinna av Leo för att besegra Titanerna, Leo tog tillbaka krafterna igen.
- Piper förvandlades till Valkyria genom ett smycke, när hon tog av sig smycket förvandlades hon tillbaka.
- Piper förvandlades till hinduisk gudinna under ett bröllop, och till en furie, en superhjälte.
- Piper bytte plats med Dödsängel och övertog hans uppgifter, de bytte tillbaka igen
- Piper blev bäraren av Excalibur, när hon drog upp svärdet ur stenen. Men svärdet var egentligen avsett för sonen Wyatt.
- Två gånger har Piper bytt krafter med Leo och blivit en Ledsagare.

### Krafter
- Frysa objekt (Molecular immobilization). Hon använder kraften genom att vifta med händerna, i början utlöser hon den genom panik, och hon kan inte frysa de som inte är i samma rum, eller en god häxa. Men hon får kontroll över sin kraft och till slut kan hon frysa till exempel allt utom huvudet på en person. Hennes släktingar Patty Halliwell och Melinda Warren hade denna kraft.
- Spränga objekt (Molecular combustion). Hon använder kraften genom att vifta med händerna, i början utlöser hon den genom rädsla.
- När hon var gravid med Wyatt blev hon oövervinnerlig. Hon fick till exempel kraftsköldar som försvarade henne under demonattacker.

### Döden
Piper har "dött" hela nio gånger. 
- Dödades av en demon, men tiden drogs tillbaka av demonen Tempus.
- Hade en dödlig sjukdom, men Leo helade henne innan hon hann "gå över till andra sidan".
- Dödades av Prue för att bli ett spöke, en alkemist återupplivade henne.
- Dödades av en wiccan, men tiden drogs tillbaka av Källan.
- Ett spöke knivhögg Piper, men Leo helade henne innan hon hann "gå över till andra sidan".
- En demon önskade genom en ande att Piper skulle dö, men Leo helade henne innan hon hann "gå över till andra sidan".
- Dödsängeln tog hennes själ, och hon fick överta Dödsängelns jobb. Sedan tog Dödsängeln tillbaka jobbet och Piper fick sin själ tillbaka.
- Dödes av en demon, men Leo i egenskap av en avatar återupplivade Piper
- En demon dödade Piper med en gifttagg, men Wyatt helade henne innan hon hann "gå över till andra sidan".

### Alternativa verkligheter
- I säsong 2 avsnitt 2 (Morality Bites) så besökte systrarna framtiden. Piper är skild ifrån Leo, och de har en dotter som heter Melinda. Piper bor fortfarande i Halliwell Manor. Hon är en kraftfull häxa, när hon använde sin kraft så frös hon ett helt torg.
- I säsong 4 avsnitt 7 (Drain Brain) så skapade Källan en illusion, där Piper, Phoebe och Paige (Prue nämns som en före detta patiens) är mentalt sjuka och Halliwell Manor är ett mentalsjukhus. Leo arbetar som doktor på sjukhuset. Källan försöker få Piper att avslöja trollformeln för att få de Förhäxade att förlora sina krafter, men han blir avbruten av Cole och Leo.
- I säsong 5 avsnitt 12 (Centennial Charmed) så ändrar Cole världen och Paige råkar följa med genom att orba. Prue och Paige är döda, Phoebe är ihop med Cole, Piper dödar demoner ensam för att hämnas Prues död. Kraften hos tre inte återförenats. Men trion dödar Cole och allt återgår till det normala igen.